# ميليندا م. سنودجراس
ميليندا م. سنودجراس (بالإنجليزية: Melinda M. Snodgrass؛ مواليد 27 نوفمبر 1951) هي كاتبة خيال علمي للمطبوعات والتلفزيون. في فبراير 2021 ، كانت ميليندا هي ضيفة شرف كتابة السيناريو والمتحدث الرئيسي في الندوة السنوية التاسعة والثلاثين للحياة والكون وكل شيء للخيال العلمي الاحترافي وفنون الخيال.

## وصلات خارجية
- ميليندا م. سنودجراس على موقع IMDb (الإنجليزية)
- ميليندا م. سنودجراس على موقع ميوزك برينز (الإنجليزية)
- ميليندا م. سنودجراس على موقع قاعدة بيانات الفيلم (الإنجليزية)